# Nhịp độ đột biến
Nhịp độ đột biến hay tốc độ đột biến (tiếng Anh: mutation rate) là tần suất đột biến mới trong một gen hoặc cơ thể sinh vật đơn lẻ trong một khoảng thời gian khác nhau . Nhịp độ đột biến thường không liên tục và không giới hạn ở một loại đột biến, do đó có rất nhiều loại đột biến khác nhau. Tốc độ đột biến được đưa ra cho các lớp đột biến cụ thể. Các đột biến điểm, là một lớp đột biến, được chèn hoặc xóa ở mức nhỏ hoặc lớn. Cũng có những vụ đột biến Missense và Nonsense, những biến thể của các đột biến điểm. Tỷ lệ các loại thay thế này có thể được chia nhỏ thành một phổ biến đổi mô tả ảnh hưởng của bối cảnh di truyền đối với tốc độ đột biến .
Có một số đơn vị tự nhiên của thời gian cho mỗi nhịp độ này, với tỷ lệ được mô tả như là đột biến trên mỗi cặp cơ sở trên mỗi phân chia tế bào, mỗi gen mỗi thế hệ, hoặc mỗi bộ gen trên mỗi thế hệ. Nhịp độ đột biến của một sinh vật là một đặc tính tiến hoá và chịu ảnh hưởng mạnh mẽ của di truyền học của mỗi sinh vật, ngoài ảnh hưởng mạnh mẽ từ môi trường. Giới hạn trên và dưới mà tỷ lệ đột biến có thể tiến triển là chủ đề của cuộc điều tra đang diễn ra. Tuy nhiên, nhịp độ đột biến thay đổi theo bộ gen. Trên DNA, RNA hoặc một gen duy nhất, tỷ lệ đột biến đang thay đổi.
Khi tỷ lệ đột biến ở người tăng thì nguy cơ ảnh hưởng nhất định đến sức khoẻ có thể xảy ra, ví dụ như ung thư và các bệnh di truyền khác. Có kiến thức về tỷ lệ đột biến là rất quan trọng để hiểu được tương lai của bệnh ung thư và nhiều bệnh di truyền .